# 1997–98년 ISU 스피드스케이팅 월드컵
1997–98년 ISU 스피드스케이팅 월드컵은 국제 빙상 경기 연맹(ISU) 주관으로 1997년 11월 15일부터 1998년 3월 22일까지 열린 스피드스케이팅 월드컵 대회이다.

## 남자

### 경기
| 날짜                                                             | 장소         | 종목     | 1위                   | 2위                             | 3위                           |
| ---------------------------------------------------------------- | ------------ | -------- | --------------------- | ------------------------------- | ----------------------------- |
| 1997년 11월 15일-16일                                            | 로즈빌       | 500m(1)  | 시미즈 히로야스       | 마이크 아일랜드                 | 그루네 니에스                 |
| 1997년 11월 15일-16일                                            | 로즈빌       | 500m(2)  | 제러미 워더스푼       | 미야베 야스노리                 | 그루네 니에스                 |
| 1997년 11월 15일-16일                                            | 로즈빌       | 1000m(1) | 제러미 워더스푼       | 야코 얀 레이우앙                | 얀 보스                       |
| 1997년 11월 15일-16일                                            | 로즈빌       | 1000m(2) | 야코 얀 레이우앙      | 제러미 워더스푼                 | 얀 보스                       |
| 1997년 11월 22일-23일                                            | 캘거리       | 500m(1)  | 제러미 워더스푼       | 얀 보스                         | 마이크 아일랜드 케빈 오벌랜드 |
| 1997년 11월 22일-23일                                            | 캘거리       | 500m(2)  | 제러미 워더스푼       | 미야베 야스노리                 | 호리이 마나부                 |
| 1997년 11월 22일-23일                                            | 캘거리       | 1000m(1) | 얀 보스 호리이 마나부 |                                 | 케빈 오벌랜드                 |
| 1997년 11월 22일-23일                                            | 캘거리       | 1000m(2) | 이규혁                | 얀 보스                         | 호리이 마나부                 |
| 1997년 11월 23일-24일 1997년 아시아 선수권 대회 오비히로         |              |          |                       |                                 |                               |
| 1997년 11월 29일-30일                                            | 베를린       | 1500m    | 이츠 포스트마         | 마르틴 헤르스만                 | 노아케 히로아키               |
| 1997년 11월 29일-30일                                            | 베를린       | 5000m    | 지아니 로머           | 레미 헤레이데                   | 보프 더 용                    |
| 1997년 12월 6일-7일                                              | 헤이렌베인   | 1500m    | 린티어 리츠마         | 이츠 포스트마                   | 얀 보스                       |
| 1997년 12월 6일-7일                                              | 헤이렌베인   | 5000m    | 지아니 로머           | 보프 더 용                      | 셸 스토렐리드                 |
| 1997년 12월 13일-14일                                            | 하마르       | 1500m    | 오네 쇤롤             | 예룬 스트라트호프               | 노아케 히로아키               |
| 1997년 12월 13일-14일                                            | 하마르       | 5000m    | 셸 스토렐리드         | 시라하타 게이지                 | 지아니 로머                   |
| 1998년 1월 9일-11일 1998년 유럽 선수권 대회 헬싱키               |              |          |                       |                                 |                               |
| 1998년 1월 13일-14일                                             | 바셀가디피네 | 500m(1)  | 얀 보스               | 에르번 베네마르스               | 세르게이 클렙체냐             |
| 1998년 1월 13일-14일                                             | 바셀가디피네 | 500m(2)  | 제러미 워더스푼       | 구로이와 도시유키               | 에르만노 이오리아티           |
| 1998년 1월 13일-14일                                             | 바셀가디피네 | 1000m(1) | 제러미 워더스푼       | 구로이와 도시유키               | 예룬 스트라트호프             |
| 1998년 1월 13일-14일                                             | 바셀가디피네 | 1000m(2) | 제러미 워더스푼       | 얀 보스                         | 구로이와 도시유키             |
| 1998년 1월 17일-18일                                             | 인스브루크   | 1500m    | 린티어 리츠마         | 오네 쇤롤                       | 이츠 포스트마                 |
| 1998년 1월 17일-18일                                             | 인스브루크   | 5000m    | 지아니 로머           | 보프 더 용                      | 셸 스토렐리드                 |
| 1998년 1월 24일-25일 1998년 세계 스프린트 선수권 대회 베를린     |              |          |                       |                                 |                               |
| 1998년 2월 7일-22일 1998년 동계 올림픽 나가노                    |              |          |                       |                                 |                               |
| 1998년 3월 7일-8일                                               | 인첼         | 1500m    | 린티어 리츠마         | 오네 쇤롤                       | 이츠 포스트마                 |
| 1998년 3월 7일-8일                                               | 인첼         | 5000m    | 린티어 리츠마         | 보프 더 용                      | 셸 스토렐리드                 |
| 1998년 3월 13일-15일 1998년 세계 올라운드 선수권 대회 헤이렌베인 |              |          |                       |                                 |                               |
| 1998년 3월 20일-22일                                             | 밀워키       | 500m(1)  | 실뱅 부샤르           | 파트리크 부샤르 마이크 아일랜드 |                               |
| 1998년 3월 20일-22일                                             | 밀워키       | 500m(2)  | 시미즈 히로야스       | 마이크 아일랜드                 | 케이시 피츠랜돌프             |
| 1998년 3월 20일-22일                                             | 밀워키       | 1000m(1) | 오네 쇤롤             | 실뱅 부샤르                     | 마이크 아일랜드               |
| 1998년 3월 20일-22일                                             | 밀워키       | 1000m(2) | 제러미 워더스푼       | 오네 쇤롤                       | 실뱅 부샤르                   |
| 1998년 3월 20일-22일                                             | 밀워키       | 1500m    | 오네 쇤롤             | 예룬 스트라트호프               | K. C. 부티엣                  |
| 1998년 3월 20일-22일                                             | 밀워키       | 5000m    | 로베르토 시겔         | 프랑크 디트리히                 | 스티븐 엘름                   |
| 1997년 3월 27일-29일 1998년 세계 종목별 선수권 대회 캘거리       |              |          |                       |                                 |                               |

### 월드컵 랭킹
| 순위 | 선수              | 포인트 |
| ---- | ----------------- | ------ |
| 1    | 제러미 워더스푼   | 265    |
| 2    | 마이크 아일랜드   | 210    |
| 3    | 시미즈 히로야스   | 197    |
| 4    | 실뱅 부샤르       | 169    |
| 5    | 얀 보스           | 168    |
| 6    | 호리이 마나부     | 151    |
| 7    | 구로이와 도시유키 | 143    |
| 8    | 미야베 야스노리   | 126    |
| 9    | 파트리크 부샤르   | 118    |
| 10   | 에르번 베네마르스 | 118    |

| 순위 | 선수              | 포인트 |
| ---- | ----------------- | ------ |
| 1    | 제러미 워더스푼   | 280    |
| 2    | 얀 보스           | 250    |
| 3    | 실뱅 부샤르       | 215    |
| 4    | 호리이 마나부     | 178    |
| 5    | 야코 얀 레이우앙  | 156    |
| 6    | 구로이와 도시유키 | 148    |
| 7    | 에르번 베네마르스 | 128    |
| 8    | 오네 쇤롤         | 118    |
| 9    | 케이시 피츠랜돌프 | 116    |
| 10   | 마이크 아일랜드   | 112    |

| 순위 | 선수                  | 포인트 |
| ---- | --------------------- | ------ |
| 1    | 이츠 포스트마         | 185    |
| 2    | 오네 쇤롤             | 180    |
| 3    | 린티어 리츠마         | 180    |
| 4    | 마르틴 헤르스만       | 155    |
| 5    | 예룬 스트라트호프     | 127    |
| 6    | 노아케 히로유키       | 127    |
| 7    | K. C. 부티엣          | 100    |
| 8    | 페터 아데베르크       | 77     |
| 9    | 세드리크 쾬츠         | 71     |
| 10   | 안드레이 아누프리옌코 | 63     |

| 순위 | 팀                | 포인트 |
| ---- | ----------------- | ------ |
| 1    | 지아니 로머       | 190    |
| 2    | 셸 스토렐리드     | 165    |
| 3    | 보프 더 용        | 160    |
| 4    | 린티어 리츠마     | 155    |
| 5    | 레미 헤레이데     | 155    |
| 6    | 프랑크 디트리히   | 140    |
| 7    | 시라하타 게이지   | 113    |
| 8    | 로베르토 시겔     | 90     |
| 9    | 레네 타우벤라우흐 | 77     |
| 10   | 브릭트 뤽셰       | 74     |

## 여자

### 경기
| 날짜                                                             | 장소         | 종목     | 1위                   | 2위                   | 3위                   |
| ---------------------------------------------------------------- | ------------ | -------- | --------------------- | --------------------- | --------------------- |
| 1997년 11월 15일-16일                                            | 로즈빌       | 500m(1)  | 캐트리오나 르메이 돈  | 프란치스카 솅크       | 모니크 가르브레히트   |
| 1997년 11월 15일-16일                                            | 로즈빌       | 500m(2)  | 수전 오시             | 캐트리오나 르메이 돈  | 프란치스카 솅크       |
| 1997년 11월 15일-16일                                            | 로즈빌       | 1000m(1) | 프란치스카 솅크       | 앙케 바이어뢰프       | 크리스 위티           |
| 1997년 11월 15일-16일                                            | 로즈빌       | 1000m(2) | 캐트리오나 르메이 돈  | 자비네 푈커           | 앙케 바이어뢰프       |
| 1997년 11월 22일-23일                                            | 캘거리       | 500m(1)  | 캐트리오나 르메이 돈  | 수전 오시             | 자비네 푈커           |
| 1997년 11월 22일-23일                                            | 캘거리       | 500m(2)  | 캐트리오나 르메이 돈  | 자비네 푈커           | 크리스 위티           |
| 1997년 11월 22일-23일                                            | 캘거리       | 1000m(1) | 캐트리오나 르메이 돈  | 프란치스카 솅크       | 크리스 위티           |
| 1997년 11월 22일-23일                                            | 캘거리       | 1000m(2) | 크리스 위티           | 캐트리오나 르메이 돈  | 프란치스카 솅크       |
| 1997년 11월 23일-24일 1997년 아시아 선수권 대회 오비히로         |              |          |                       |                       |                       |
| 1996년 11월 23일-24일                                            | 베를린       | 1500m    | 군다 니만슈티르네만   | 클라우디아 페히슈타인 | 에메세 후니아디       |
| 1996년 11월 23일-24일                                            | 베를린       | 3000m    | 클라우디아 페히슈타인 | 군다 니만             | 하이케 바르니케       |
| 1996년 11월 30일-12월 1일                                        | 헤이렌베인   | 1500m    | 군다 니만슈티르네만   | 클라우디아 페히슈타인 | 에메세 후니아디       |
| 1996년 11월 30일-12월 1일                                        | 헤이렌베인   | 3000m    | 군다 니만             | 토니 더 용            | 스베틀라나 바자노바   |
| 1997년 12월 13일-14일                                            | 하마르       | 1500m    | 에메세 후니아디       | 클라우디아 페히슈타인 | 크리스 위티           |
| 1997년 12월 13일-14일                                            | 하마르       | 5000m    | 클라우디아 페히슈타인 | 토니 더 용            | 카를라 제일스트라     |
| 1998년 1월 9일-11일 1998년 유럽 선수권 대회 헬싱키               |              |          |                       |                       |                       |
| 1998년 1월 13일-14일                                             | 바셀가디피네 | 500m(1)  | 캐트리오나 르메이 돈  | 자비네 푈커           | 수전 오시             |
| 1998년 1월 13일-14일                                             | 바셀가디피네 | 500m(2)  | 캐트리오나 르메이 돈  | 수전 오시             | 자비네 푈커           |
| 1998년 1월 13일-14일                                             | 바셀가디피네 | 1000m(1) | 프란치스카 솅크       | 자비네 푈커           | 캐트리오나 르메이 돈  |
| 1998년 1월 13일-14일                                             | 바셀가디피네 | 1000m(2) | 프란치스카 솅크       | 캐트리오나 르메이 돈  | 자비네 푈커           |
| 1998년 1월 17일-18일                                             | 인스브루크   | 1500m    | 군다 니만             | 아니 프리징거         | 에메세 후니아디       |
| 1998년 1월 17일-18일                                             | 인스브루크   | 5000m    | 군다 니만             | 클라우디아 페히슈타인 | 엘레나 벨치           |
| 1998년 1월 24일-25일 1998년 세계 스프린트 선수권 대회 베를린     |              |          |                       |                       |                       |
| 1998년 2월 7일-22일 1998년 동계 올림픽 나가노                    |              |          |                       |                       |                       |
| 1998년 3월 7일-8일                                               | 인첼         | 1500m    | 군다 니만             | 아니 프리징거         | 클라우디아 페히슈타인 |
| 1998년 3월 7일-8일                                               | 인첼         | 3000m    | 클라우디아 페히슈타인 | 아니 프리징거         | 군다 니만             |
| 1998년 3월 13일-15일 1998년 세계 올라운드 선수권 대회 헤이렌베인 |              |          |                       |                       |                       |
| 1998년 3월 20일-22일                                             | 밀워키       | 500m(1)  | 캐트리오나 르메이 돈  | 수전 오시             | 자비네 푈커           |
| 1998년 3월 20일-22일                                             | 밀워키       | 500m(2)  | 캐트리오나 르메이 돈  | 수전 오시             | 자비네 푈커           |
| 1998년 3월 20일-22일                                             | 밀워키       | 1000m(1) | 크리스 위티           | 자비네 푈커           | 캐트리오나 르메이 돈  |
| 1998년 3월 20일-22일                                             | 밀워키       | 1000m(2) | 크리스 위티           | 자비네 푈커           | 캐트리오나 르메이 돈  |
| 1998년 3월 20일-22일                                             | 밀워키       | 1500m    | 크리스 위티           | 제니퍼 로드리게스     | 클라우디아 페히슈타인 |
| 1998년 3월 20일-22일                                             | 밀워키       | 3000m    | 군다 니만             | 류드밀라 프로카셰바   | 아니 프리징거         |
| 1998년 3월 27일-29일 1998년 세계 종목별 선수권 대회 캘거리       |              |          |                       |                       |                       |

### 월드컵 랭킹
| 순위 | 선수                 | 포인트 |
| ---- | -------------------- | ------ |
| 1    | 캐트리오나 르메이 돈 | 300    |
| 2    | 수전 오시            | 270    |
| 3    | 자비네 푈커          | 250    |
| 4    | 프란치스카 솅크      | 215    |
| 5    | 크리스 위티          | 180    |
| 6    | 모니크 가르브레히트  | 146    |
| 7    | 산미야 에리코        | 116    |
| 8    | 미셸 모턴            | 105    |
| 9    | 쉐루이훙             | 101    |
| 10   | 스베틀라나 주로바    | 99     |

| 순위 | 선수                 | 포인트 |
| ---- | -------------------- | ------ |
| 1    | 캐트리오나 르메이 돈 | 270    |
| 2    | 프란치스카 솅크      | 270    |
| 3    | 크리스 위티          | 265    |
| 4    | 자비네 푈커          | 255    |
| 5    | 앙케 바이어뢰프      | 174    |
| 6    | 모니크 가르브레히트  | 155    |
| 7    | 마리아너 티머르      | 131    |
| 8    | 베키 선스트롬        | 129    |
| 9    | 구스노세 시호        | 121    |
| 10   | 산미야 에리코        | 115    |

| 순위 | 선수                  | 포인트 |
| ---- | --------------------- | ------ |
| 1    | 군다 니만슈티르네만   | 200    |
| 2    | 클라우디아 페히슈타인 | 175    |
| 3    | 에메세 후니아디       | 170    |
| 4    | 크리스 위티           | 155    |
| 5    | 아니 프리징거         | 140    |
| 6    | 아나마리 토마스       | 104    |
| 7    | 스베틀라나 바자노바   | 85     |
| 8    | 제니퍼 로드리게스     | 81     |
| 9    | 마리아너 티머르       | 80     |
| 10   | 토니 더 용            | 79     |

| 순위 | 팀                    | 포인트 |
| ---- | --------------------- | ------ |
| 1    | 군다 니만슈티르네만   | 195    |
| 2    | 클라우디아 페히슈타인 | 195    |
| 3    | 아니 프리징거         | 137    |
| 4    | 카를라 제일스트라     | 130    |
| 5    | 엘레나 벨치           | 130    |
| 6    | 하이케 바르니케       | 120    |
| 7    | 토니 더 용            | 119    |
| 8    | 류드밀라 프로카셰바   | 106    |
| 9    | 스베틀라나 바자노바   | 95     |
| 10   | 우에하라 미에         | 72     |